# Ельня (Можайский район)
Ельня — деревня в Можайском районе Московской области, в составе Сельского поселения Борисовское. Численность постоянного населения по Всероссийской переписи 2010 года — 11 человек. Раньше в Ельне существовала церковь Иконы Божией Матери Знамение, 1793 года постройки, сильно повреждённая в ходе боев в 1941—1942 годов и вскоре разобранная. В 2004 году построен храм-памятник защитникам Москвы — церковь Покрова Пресвятой Богородицы. До 2006 года Ельня входила в состав Ямского сельского округа.
Деревня расположена в южной части района, примерно в 12 км к юго-западу от Можайска, на запруженном безымянном правом притоке речки Еленка (правый приток реки Колочь), у северу от автотрассы М1 Беларусь, высота центра над уровнем моря 230 м. Ближайшие населённые пункты — Знаменка на юг и Рогачёво на северо-запад. Ранее в Ельне (на западной стороне пруда) располагалась помещичья усадьба Гейтин от которой сохранился парк — исторический памятник федерального значения.

Церковь Покрова Пресвятой Богородицы
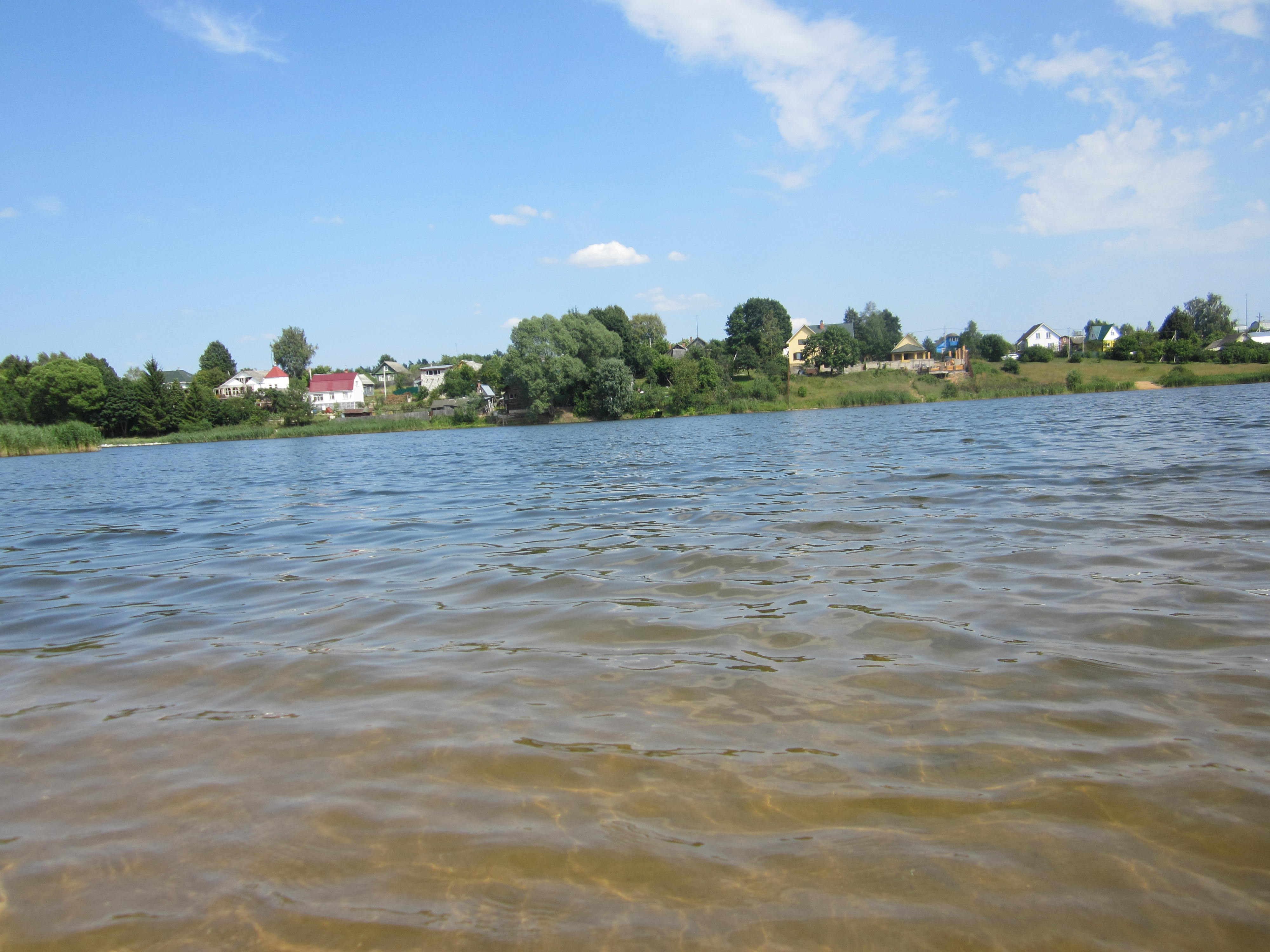
Пруд